# Hospital Hanga Roa
El Hospital Hanga Roa es un recinto hospitalario público perteneciente a la red asistencial del Servicio de Salud Metropolitano Oriente, ubicado en la capital de Isla de Pascua, Chile. Está orientado a la salud familiar, atención ambulatoria y hospitalaria de emergencia, y la atención secundaria de salud se resuelve mediante visitas periódicas o rondas organizadas de especialistas del servicio de salud. A su vez, el hospital está coordinado con la red asistencial continental para el traslado de pacientes.

## Historia
En 1917 se obtienen los recursos para la construcción de un lazareto para leprosos administrado por la arquidiócesis de Santiago de Chile, y en el año 1953, la Armada de Chile crea un hospital naval en la isla, que reemplazó a la antigua posta médica.
En 1976 se construyó el edificio del hospital, que había servido como hospital de campaña para el Ejército de los Estados Unidos, y que fue incorporado al Servicio de Salud Valparaíso-San Antonio. En 2007 fue trasladado al Servicio de Salud Metropolitano Oriente por facilidad de acceso y nivel de resolución de casos.
En el año 2010 comenzó la reconstrucción de su infraestructura actual, que fue inaugurada en 2012 por el presidente Sebastián Piñera.